# MAHO FILM
株式会社MAHO FILM（マホウフィルム、英: MAHO FILM CO., LTD.）は、日本のアニメ制作会社・テレビ番組制作会社。日本動画協会正会員。

## 歴史
2018年5月、『虹色デイズ』『異世界はスマートフォンとともに。』を制作した村田淳司らのスタッフがプロダクション リード（後の葦プロダクション）から独立し設立された。2020年12月に第2スタジオを東京都杉並区阿佐谷南3丁目34番10号 第2横川地所ビル2階、2022年11月に第3スタジオを同区阿佐谷南3丁目1番24号 阿佐谷けやきビル3階に開設。
2023年、本社を東京都杉並区阿佐谷南3丁目46番4号から同区阿佐谷南1丁目34番6号 新東京会館6Fへ移転。
主に小説家になろう原作のアニメ（いわゆる「なろう系」）や、声優が出演する実写番組を手掛けている。
社名の「MAHO」は魔法を表していて、「夢を与えられる、魔法のようなコンテンツを創り続けたい」という意味が込められている。

## 作品

### テレビアニメ
| 開始年 | 放送期間         | タイトル                                                       | 監督       | アニメーション プロデューサー |
| ------ | ---------------- | -------------------------------------------------------------- | ---------- | ----------------------------- |
| 2019年 | 7月 - 9月        | うちの娘の為ならば、俺はもしかしたら魔王も倒せるかもしれない。 | 柳瀬雄之   | ディック小鹿原                |
| 2020年 | 10月 - 12月      | 100万の命の上に俺は立っている（第1シーズン）                   | 羽原久美子 | 向井悠樹                      |
| 2020年 | 10月 - 12月      | 神達に拾われた男                                               | 柳瀬雄之   | 向井悠樹                      |
| 2021年 | 7月 - 9月        | 100万の命の上に俺は立っている（第2シーズン）                   | 羽原久美子 | 向井悠樹                      |
| 2022年 | 1月 - 3月        | リアデイルの大地にて                                           | 柳瀬雄之   | 向井悠樹                      |
| 2022年 | 10月 - 12月      | 悪役令嬢なのでラスボスを飼ってみました                         | 羽原久美子 | 向井悠樹                      |
| 2023年 | 1月 - 3月        | 神達に拾われた男2                                              | 柳瀬雄之   | 向井悠樹                      |
| 2023年 | 7月 - 9月        | レベル1だけどユニークスキルで最強です                          | 柳瀬雄之   | 川角真優香                    |
| 2023年 | 10月 - 12月      | とあるおっさんのVRMMO活動記                                    | 中澤勇一   | 向井悠樹                      |
| 2024年 | 1月 - 3月        | 外科医エリーゼ                                                 | 羽原久美子 | 川角真優香                    |
| 2024年 | 10月 - 2025年3月 | 青のミブロ                                                     | 羽原久美子 | 川角真優香                    |
| 2024年 | 10月 - 12月      | 歴史に残る悪女になるぞ                                         | 柳瀬雄之   | 向井悠樹                      |
| 2025年 | 7月 -            | 異世界黙示録マイノグーラ〜破滅の文明で始める世界征服〜         | 柳瀬雄之   | 未公表                        |

### 実写番組
| 放送年 | タイトル                                                        |
| ------ | --------------------------------------------------------------- |
| 2019年 | 僕らがアメリカを旅したら                                        |
| 2019年 | 声優だって旅します the 3rd                                      |
| 2021年 | 小野下野のどこでもクエスト2                                     |
| 2021年 | やくならマグカップも-やくもの放課後-                            |
| 2021年 | 長縄まりあ×赤尾ひかるのウチワアソビ〜仲良し声優女子たちの休日〜 |
| 2024年 | 声優に丸なげ!                                                   |

### その他
| 年     | タイトル             | 制作元請           | 備考           |
| ------ | -------------------- | ------------------ | -------------- |
| 2021年 | やくならマグカップも | 日本アニメーション | 製作委員会参加 |

## スタジオ
MAHO 1
- 〒166-0004 東京都杉並区阿佐谷南1丁目34番6号 新東京会館6F

MAHO 3
- 〒166-0004 東京都杉並区阿佐谷南3丁目1番24号 阿佐谷けやきビル3F